# Антипов, Пётр Григорьевич
Пётр Григо́рьевич Анти́пов (26 декабря 1920, Островский уезд, Псковская губерния — 20 октября 1993, Старая Ладога, Ленинградская область) — Герой Социалистического Труда, участник Великой Отечественной войны, лесничий, директор Волховского лесничества.

## Биография
Родился 26 декабря 1920 года в деревне Станогино Псковской губернии в семье лесников. В начале 1930-х годов, после смерти отца, семья переехала в Старую Ладогу.
Поступил в Тихвинский техникум лесного хозяйства (во время учёбы в котором прошел курс начальной военной подготовки), но на втором курсе началась война, и он записался добровольцем в РККА.
После завершения подготовки на стрелка-радиста весной 1942 года прибыл в Челябинск, где проходило распределение по экипажам. Был зачислен радистом в экипаж командирского танка КВ.
В одном из сражений танковая рота попала под артиллерийский обстрел и воздушную бомбардировку, в результате прямого попадания артиллерийского снаряда и близкого разрыва авиабомбы танк КВ был повреждён. Радист Антипов быстро отремонтировал вышедшую из строя радиостанцию и восстановил связь с другими танковыми экипажами, в результате подразделение противника было разгромлено (за этот бой Антипов был награжден медалью «За отвагу»).
Участвовал в боях под Москвой, под Сталинградом, на Ржевском и Брянском направлениях.
15 января 1945 в боях у реки Нарев на территории Польши поддерживавший пехоту танк КВ попал в танковую засаду. После нескольких попаданий гвардии старшина Антипов остался единственным выжившим из экипажа. Он отстреливался до израсходования патронов, а затем открыл люк и попытался покинуть танк, но был ранен автоматной очередью, а затем в танк бросили ручную гранату. Он был доставлен в медсанбат, а затем отправлен в госпиталь, но в результате тяжёлых ранений лишился обеих ног, левой руки и кисти правой руки.
Лечение продолжалось два с половиной года, ему сделали десять сложных хирургических операций. В московском военном госпитале (когда он учился ходить на протезах и писать уцелевшей частью правой руки) он познакомился с А. П. Маресьевым.
После выписки из госпиталя окончил техникум, после чего начал работать в Волховском лесхозе. После 7 лет работы лесничим продолжил обучение заочно в Ленинградской лесотехнической академии, получил специальность «инженер лесного хозяйства».
П. Г. Антипов проработал лесничим в Волховском лесхозе почти 40 лет (будучи инвалидом I группы). Им были выращены несколько десятков гектаров леса (получивших неофициальное название «антиповские рощи»). В 1966 году он стал первым в СССР лесничим, получившим звание Героя Социалистического Труда. Кроме того, он занимался общественной и патриотической работой со школьниками.
Скоропостижно скончался 20 октября 1993 года. Похоронен в Старой Ладоге на Алексеевском кладбище.

### Семья
Дед Кирилл, отец матери, работал лесником.
Отец — Григорий Антипович, объездчик леса, служил в Островском погранотделении ОГПУ (3.2.1922 — 1.9.1924), погиб на границе.
Мать — Анна Кирилловна.
Братья: Фёдор, Владимир и Василий.
Жена — Анна Тимофеевна;
- сын Владимир, дочь Анна[9][13].

## Память
Материалы и документы о П. Г. Антипове хранятся в фондах музея-заповедника «Старая Ладога».
О П. Г. Антипове был снят документальный фильм «Пётр Антипов. Судьбы людские» (реж. А. Орлов). На международном фестивале славянских фильмов «Медный витязь» фильм завоевал третью премию.
В 1993 году учреждён приз им. П. Г. Антипова, за обладание которым ежегодно проводится конкурс российских лесничеств. В том же году именем П. Г. Антипова назван лесопарк на правом берегу реки Волхов в районе мемориала «Валимский рубеж».
Поэт и потомственный лесовод Д. М. Гиряев написал поэму «Лесничий Пётр Антипов», которая в 2000 году была опубликована в одноимённом сборнике.
В 2024 Рослесхоз возродил ведомственную награду в честь П. Г. Антипова.

## Награды
- Медаль «Серп и Молот» Героя Социалистического Труда и орден Ленина (1966)
- орден Красной Звезды (5.3.1944)[17]
- орден Славы 3 степени (3.2.1945)[18]
- орден Красного Знамени (6.11.1947)[19]
- орден Отечественной войны I степени (6.11.1985)[20]
- медали, в том числе:
  - «За отвагу» (22.12.1942)[11][21]
  - «За оборону Сталинграда» (22.12.1942)[22]
  - «За оборону Ленинграда» (20.3.1944)[23]
  - две — «За боевые заслуги» (24.1.1944[24], 4.3.1944[25])
  - «За победу над Германией» (9.5.1945)[26]
- Заслуженный лесовод РСФСР[27]
- Почётный гражданин города Волхов[11][28].

## Комментарии
1. ↑  Стоногово[5] в Островском уезде[6], позднее — Дупары[7] в Даугавпилсском уезде Латвийской ССР, Дупори[8] в Пыталовском районе Псковской области.
2. ↑  В ряде источников Старая Ладога указывается местом рождения[1]. Местом рождения источники указывают также деревню Бокачи — ныне в Палкинском районе Псковской области[10].